# Джулі Гаґерті
Джулі Бет Гаґерті (англ. Julie Hagerty; нар. 15 червня 1955, Цинциннаті, Огайо) — американська актриса. Вона знялася в ролі Елейн у фільмах «Аероплан!» (1980) і «Аероплан II: Продовження» (1982). Серед інших її ролей у кіно: «Сексуальна комедія в літню ніч» (1982), «Загублені в Америці» (1985), «Як щодо Боба?» (1991), «Майстер-будівельник» (2014), «Миттєва сім’я (2018) та «Шлюбна історія (2019).

## Молодість і освіта
Гаґерті народилася в Цинциннаті, штат Огайо, в сім'ї Гаррієт Юелліг (уроджена Бішоп), моделі та співачки, та Джеральда Вільяма «Джеррі» Гаґерті-молодшого, музиканта. Її брат Майкл Гаґерті (1952—1991) також був актором. Згодом її батьки розлучилися. Гаґерті навчалася в середній школі Indian Hill. У 15 років вона підписала контракт з Ford Models і провела літо, займаючись моделінгом в Нью-Йорку. Вона переїхала туди в 1972 році й працювала в театральній групі свого брата; вона також навчалася в актора Вільяма Хікі.

## Кар'єра
Гаґерті дебютувала поза Бродвеєм у 1979 році, зігравши головну роль у виставі Mutual Benefit Life у театрі свого брата The Production Company. У 1983 році вона з'явилася поза Бродвеєм у театрі Вандам у виставі Шела Сільверстайна «Дике життя» режисера Арта Вольфа. Це був ансамблевий театральний твір, у якому знялися Крістофер Мерні, У. Х. Мейсі, Хендерсон Форсайт, Конард Фоукс, Джоді Гелб, Говард Лі Шерман і Рейнор Шайне. Вона продовжувала з'являтися на сцені, зокрема зіграла головну роль у бродвейській версії «Будинку з синього листя». Її перша роль у фільмі була у фільмі «Весь цей джаз», але її маленьку роль вирізали з готового фільму. Згодом її знімали з Робертом Хейсом у фільмі-пародії «Аероплан!». Вона вийшла на екрани в червні 1980 року і стала третьою за касовими зборами комедією в історії касових зборів на той час після «Смокі і бандит » (1977) і «Будинок тварин» National Lampoon (1978). Аероплан! затвердив Гаґерті як відому комедійну актрису.
Гаґерті провела 1980-ті роки, знявшись у кількох театральних фільмах, починаючи від фільму Альберта Брукса «Загублені в Америці» та «Сексуальної комедії в літню ніч» Вуді Аллена до фільму «Поза терапією», який отримав погані відгуки. Її ролі часто включали наївного або відстороненого персонажа, який, здається, не підозрював про хаос, який був навколо неї, як приклад у фільмі «Аероплан!» і Аероплан II: Продовження. Протягом 1990-х і 2000-х років Гаґерті здебільшого з'являвся у фільмах, створених для телебачення, або в ролях другого плану в голлівудських фільмах, включно з комедіями 90-х «А як щодо Боба?». і Noises Off, а також роль у фільмі 2005 року «Просто друзі» та 2006 року у фільмі She's the Man.

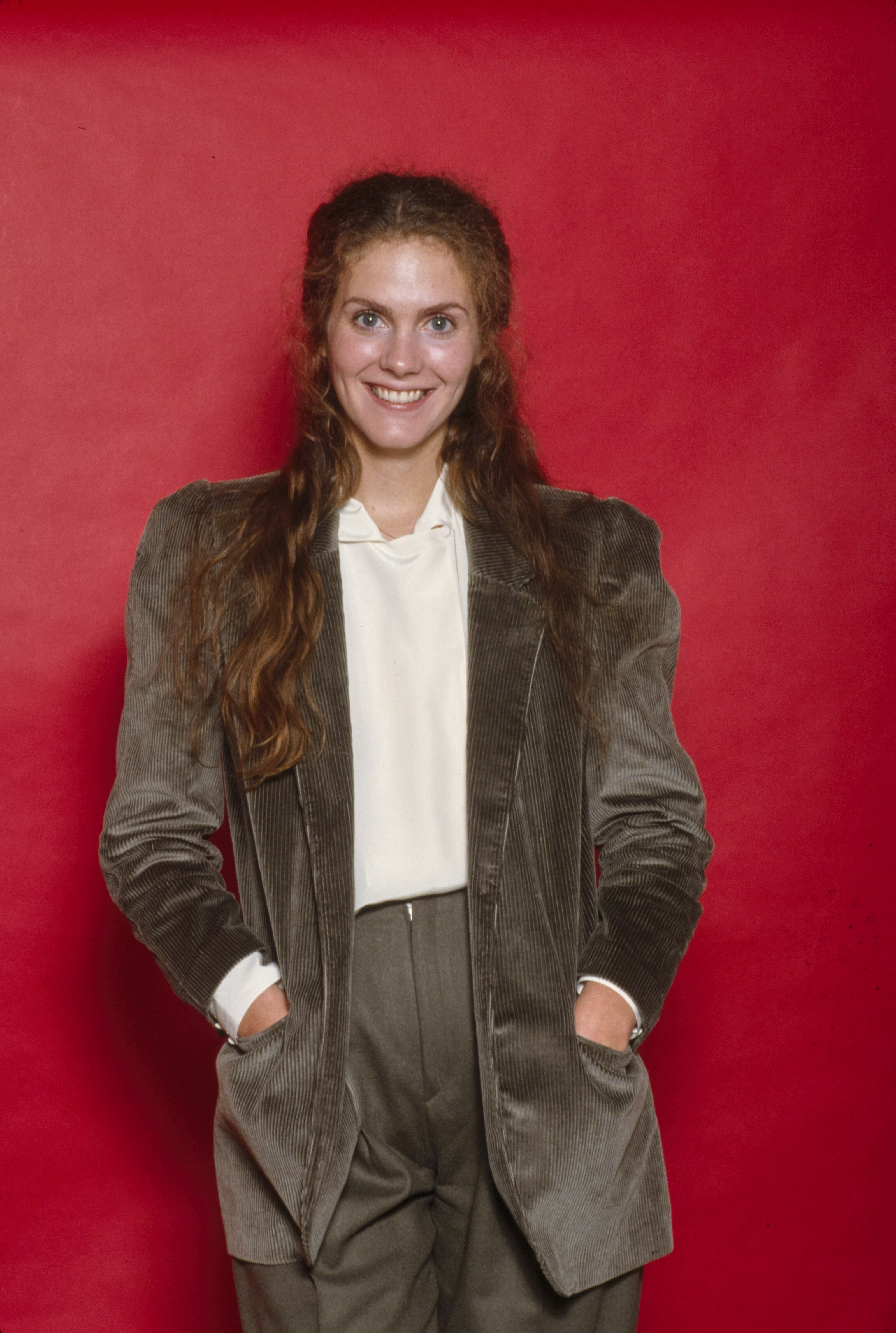
Хагерті у 1980-х роках

У 1991 році вона зіграла разом з Френ Дрешер і Твіггі в ситкомі «Принцеси», який транслювався протягом п'яти тижнів на CBS. Гаґерті пішла зі знімального майданчика після чотирьох епізодів через низькі рейтинги та негативні відгуки. У 1994 році її взяли на участь у спін-оффі «Дизайн жінок» «Жінки в домі», але перед початком зйомок вона була задіяна в іншому проекті, тож у кількох епізодах її замінила Валері Махаффі. Зрештою вона приєдналася до акторського складу, знялася у двох епізодах та звільнилася, повернувши роль Махаффі, яка відмовилася після однієї останньої появи. У 1998 році Гаґерті знявся в недовгому ситкомі UPN Reunited. У 1999 році вона зіграла Шарлотту Стерлінг у фільмі «Всі люблять Реймонда».
У 2000 році вона розповіла версію аудіокниги «Тролі», дитячого роману Поллі Горват. 2002 року вона з'явилася в бродвейській виставі Mornings at Seven. У 2003 році вона почала виконувати постійну роль няні, на ім'я Поллі в фільмі «Малкольм у центрі уваги». Вона з'явилася в ролі Хейзел Бержерон у 2081, екранізації оповідання Курта Воннеґута «Гаррісон Бержерон». Починаючи з 2011 року, вона взяла на себе роль голосу Керол, сестри Лоїс, у Family Guy. У 2013 році вона знялася у фільмі «Майстер-будівельник» і з’явилася в серії рекламних роликів Old Navy як підморгуюча стюардеса. У 2015 році вона знялася ще в епізодичній ролі стюардеси у фільмі «Ларрі Гей: стюардеса-відступник». Вона неодноразово грала роль парапсихолога домашніх тварин у серіалі «Спроба та помилка» у 2017 році та з’явилася у фільмі «Миттєва сім’я» у 2018 році. У 2019 році вона знялася в серіалі Showtime «Чорний понеділок», фільмі Disney «Ноель» і фільмі Netflix «Шлюбна історія».
2021 року вона взяла участь у комедійному бойовику Netflix The Out-Laws режисера Тайлера Спіндела та в романтичній комедії Somebody I Used to Know. У 2022 році вона отримала роль місіс Паркер, мати Ральфі в продовженні фільму 1983 року «Різдвяна історія» під назвою «Різдвяна історія Різдва», замінивши Мелінду Діллон, яка зіграла роль в оригінальному фільмі, але припинила акторську кар’єру у 2007 році. [первинне джерело]

## Особисте життя
Гаґерті вийшла заміж за Пітера Беркі в 1986 році. Пара розлучилася в 1991 році. 
У 1999 році вона вийшла заміж за страхового директора Річарда Кейгана.
Вона є прихильницею Демократичної партії.

## Вибрана фільмографія
| Рік       |    | Українська назва                    | Оригінальна назва                 | Роль                           |
| --------- | -- | ----------------------------------- | --------------------------------- | ------------------------------ |
| 1980      | ф  | Аероплан!                           | Airplane!                         | Елейн Дікінсон                 |
| 1982      | ф  | Сексуальна комедія в літню ніч      | A Midsummer Night's Sex Comedy    | Далсі                          |
| 1987      | ф  | Арія                                | Aria                              | фрагмент «Бореади»             |
| 1989      | ф  | Раптове пробудження                 | Rude Awakening                    | Петра Блек                     |
| 1991      | ф  | А як же Боб?                        | What About Bob?                   | Фей Марвін                     |
| 1996      | с  | Вулиця Сезам                        | Sesame Street                     | доктор Метьюз                  |
| 1996      | с  | Мерфі Браун                         | Murphy Brown                      | Дана                           |
| 1997      | ф  | Поворот                             | U Turn                            | Фло                            |
| 1997      | с  | Швидка допомога                     | ER                                | Бренда Вілкерсон               |
| 1999      | ф  | Історія про нас                     | The Story of Us                   | Ліза                           |
| 1999      | мс | Король гори                         | King of the Hill                  | Еллі                           |
| 1999      | с  | Усі люблять Реймонда                | King of the Hill                  | Шарлотта                       |
| 2003      | ф  | Не для дівчат                       | A Guy Thing                       | Дороті                         |
| 2003      | с  | Захисник                            | The Guardian                      | Гелена Денбі                   |
| 2003—2004 | с  | Малькольм у центрі уваги            | Malcolm in the Middle             | Поллі                          |
| 2004      | с  | Закон і порядок: Спеціальний корпус | Law & Order: Special Victims Unit | Меріель Пламмер                |
| 2004      | с  | Подруги                             | Girlfriends                       | доктор Рейчел Міллер           |
| 2005      | ф  | Просто друзі                        | Just Friends                      | Керол Брендер                  |
| 2006      | ф  | Вона — чоловік                      | She's the Man                     | Дафна Гастінгс                 |
| 2007      | с  | CSI: Місце злочину                  | CSI: Crime Scene Investigation    | Кларисса Найлс                 |
| 2009      | ф  | Зізнання шопоголіка                 | Confessions of a Shopaholic       | Гейлі                          |
| 2009      | ф  | 2081                                | 2081                              | Гейзел Бержерон                |
| 2011—2019 | мс | Сім'янин                            | Family Guy                        | Керол Пьютершмідт / Керол Вест |
| 2014      | с  | Вілфред                             | Wilfred                           | Женев'єв                       |
| 2016      | с  | Новенька                            | New Girl                          | Ненсі                          |
| 2018      | ф  | Родина за хвилину                   | Instant Family                    | Джен                           |
| 2019      | ф  | Шлюбна історія                      | Marriage Story                    | Сандра                         |
| 2019      | ф  | Ноель                               | Noelle                            | місіс Крінгл                   |
| 2023      | ф  | Родичі поза законом                 | The Out-Laws                      | Марджі Браунінг                |
| 2026      | ф  | Залишайся                           | Remain                            |                                |

## Зовнішні посилання
- Джулі Гаґерті на сайті IMDb (англ.)
- Джулі Гаґерті на сайті Internet Broadway Database (англ.)
- Джулі Гаґерті на Internet Off-Broadway Database